# سحب أغذية الحيوانات الأليفة 2007
سحب أغذية الحيوانات الأليفة 2007 بدءًا من مارس 2007 تم سحب العديد من العلامات التجارية لأطعمة القطط والكلاب على نطاق واسع بسبب التلوث بالميلامين وحمض السيانوريك. جاءت عمليات السحب في أمريكا الشمالية وأوروبا وجنوب إفريقيا ردًا على تقارير عن فشل كلوي في الحيوانات الأليفة. في البداية ارتبطت عمليات الاسترداد باستهلاك أغذية الحيوانات الأليفة الرطبة المصنوعة من جلوتين القمح من شركة صينية واحدة. بعد أكثر من ثلاثة أسابيع من الشكاوى من المستهلكين بدأ الاسترداد طواعية مع الشركة الكندية مينيو فودز في 16 مارس 2007، عندما أظهر اختبار الشركة المرض والموت في بعض حيوانات الاختبار. بعد فترة وجيزة كانت هناك تقارير إعلامية عديدة عن نفوق الحيوانات نتيجة الفشل الكلوي. في الأسابيع التالية قامت العديد من الشركات الأخرى التي تلقت جلوتين القمح الملوث بسحب العشرات من العلامات التجارية لأغذية الحيوانات الأليفة. بعد شهر واحد من الاسترجاع الأولي تم تحديد بروتين الأرز الملوث من مصدر مختلف في الصين على أنه مرتبط بالفشل الكلوي في الحيوانات الأليفة في الولايات المتحدة، بينما ارتبط جلوتين الذرة الملوث بالفشل الكلوي مع الحيوانات الأليفة في جنوب إفريقيا. نتيجة للتحقيق في عمليات سحب أغذية الحيوانات الأليفة لعام 2007، تم الكشف عن تحقيق أوسع في تلوث تصدير البروتين الصيني، مما أثار مخاوف بشأن سلامة الإمدادات الغذائية البشرية.

## التاريخ
بحلول نهاية مارس أبلغت المنظمات البيطرية عن أكثر من 100 حالة وفاة بين الحيوانات الأليفة من بين ما يقرب من 500 حالة من حالات الفشل الكلوي، مع وجود قاعدة بيانات واحدة على الإنترنت تبلغ عن وفاة 3.600 حيوان حتى 11 أبريل. تلقت إدارة الغذاء والدواء الأمريكية تقارير عن وفاة عدة آلاف من القطط والكلاب بعد تناول طعام ملوث، لكنها أكدت 14 حالة فقط، ويرجع ذلك جزئيًا إلى عدم وجود قاعدة بيانات حكومية مركزية لأمراض الحيوانات أو الوفاة في الولايات المتحدة، مثل ما يجري مع البشر (مثل مراكز السيطرة على الأمراض والوقاية منها). نتيجة لذلك تتكهن العديد من المصادر بأن العدد الفعلي للحيوانات الأليفة المصابة قد لا يكون معروفًا أبدًا، ويخشى الخبراء من أن العدد الفعلي للقتلى قد يصل إلى الآلاف.
بشكل عام قامت العديد من الشركات الكبرى بسحب أكثر من 5.300 منتج من منتجات طعام الحيوانات الأليفة، مع أن معظم عمليات الاسترداد تأتي من مينيو فودز. كان سبب التلوث هو الميلامين في الأطعمة المصابة. نفت الشركة الصينية المسؤولة عن غلوتين القمح الملوث في البداية أي تورط في التلوث، لكنها تتعاون مع محققين صينيين وأمريكيين.
في الولايات المتحدة كانت هناك تغطية إعلامية مكثفة لعملية سحب الأغذية. كان هناك غضب عام واسع النطاق ودعوات للتنظيم الحكومي لأطعمة الحيوانات الأليفة، والتي كانت في السابق تخضع للتنظيم الذاتي من قبل مصنعي أغذية الحيوانات الأليفة. عقد مجلس الشيوخ الأمريكي جلسة استماع بشأن هذه المسألة بحلول 12 أبريل. كان التأثير الاقتصادي على سوق أغذية الحيوانات الأليفة واسعًا، حيث خسرت مينيو فودز وحدها ما لا يقل عن 42 مليون دولار من الاسترجاع، حتى دون الأخذ في الاعتبار انخفاض المبيعات. وقد صدرت موجات عديدة من عمليات الاسترداد، والعديد منها في وقت متأخر من أمسيات الجمعة لتجنب التغطية الإعلامية، وتسببت الأحداث في عدم الثقة في بعض المستهلكين.
أثارت التقارير التي تتحدث عن الغش المنتشر والمتعمد في علف الحيوانات الصيني بالميلامين قضية تلوث الميلامين في الإمدادات الغذائية البشرية، سواء في الصين أو في الخارج. في 27 أبريل أخضعت إدارة الغذاء والدواء الأمريكية جميع البروتينات النباتية المستوردة من الصين والمخصصة للاستهلاك البشري أو الحيواني للاحتجاز دون فحص جسدي، بما في ذلك: جلوتين القمح وجلوتين الأرز وبروتين الأرز ومُركز بروتين الأرز وجلوتين الذرة ووجبة غلوتين الذرة والمنتجات الثانوية من الذرة وبروتين الصويا وغلوتين الصويا والبروتينات (بما في ذلك الأحماض الأمينية والبروتينات المائية) وبروتين الفاصوليا. في مؤتمر عبر الهاتف مع المراسلين في 1 مايو قال مسؤولون من إدارة الغذاء والدواء ووزارة الزراعة الأمريكية إن ما بين 2.5 و3 ملايين شخص في الولايات المتحدة استهلكوا دجاجًا استهلك علفًا يحتوي على بروتين نباتي ملوث من الصين.
ركزت الأبحاث الحالية على مزيج من الميلامين وحمض السيانوريك في التسبب في الفشل الكلوي. التقارير التي تفيد بأن حمض السيانوريك قد يكون مادة زانية مستقلة ومن المحتمل استخدامها على نطاق واسع في الصين قد زادت من المخاوف بشأن صحة الإنسان والحيوان.
اعتبارًا من 7 مايو صرح مسؤولو سلامة الأغذية في الولايات المتحدة: «هناك مخاطر منخفضة جدًا على صحة الإنسان من تناول لحوم الخنازير والدجاج المعروف أنها تغذت بأعلاف الحيوانات المكملة بقايا طعام الحيوانات الأليفة التي تحتوي على الميلامين والمركبات المرتبطة بالميلامين».